# Eurytoma generalis
Eurytoma generalis är en stekelart som beskrevs av Walker 1874. Eurytoma generalis ingår i släktet Eurytoma och familjen kragglanssteklar. Inga underarter finns listade i Catalogue of Life.